# 경성전기 야구단
경성전기 야구단은 1946년부터 1961년까지 존재했던 실업 야구단이다. 남선전기 야구단, 조선전업 야구단과 함께 전업단 리그를 꾸려 활동하기도 했다. 1961년 경성전기가 남선전기에 통폐합되면서 선수단은 한국전력공사 야구단으로 흡수되었다.